# 1959 v hudbě
Tento článek obsahuje události související s hudbou, které proběhly v roce 1959.

## Události
- 3. února – rozšířila se zpráva o pádu letadla, který nepřežili rokenroloví hudebníci Buddy Holly, Ritchie Valens a The Big Bopper. Tento den je známý jako „Den, kdy zemřela hudba“ (The Day the Music Died) – objevuje se například v písni Dona McLeana American Pie.

- 31. říjen - založení pražského divadla Semafor, založili ho hudebníci: Jiří Šlitr, Jiří Suchý a Ferdinand Havlík

## Narození
- 8. července – Petr Kotvald
- 11. července – Suzanne Vega, americká písničkářka
- 5. listopadu – Bryan Adams
- 10. dubna – Brian Setzer

## Úmrtí
- 15. března – Lester Young, jazzový saxofonista
- 14. května – Sidney Bechet, jazzový hudebník
- 15. července – Billie Holiday, jazzová zpěvačka
- 28. srpna – Bohuslav Martinů, hudební skladatel
- 7. října – Mario Lanza, americký tenor a hollywoodská filmová hvězda (* 1921)

## Alba
- A Jazz Portrait of Frank Sinatra – Oscar Peterson
- All That Jazz – The Hi–Lo's
- An Evening Wasted With Tom Lehrer – Tom Lehrer
- Ballad Of The Blues – Jo Stafford
- Barbershop Harmony – The Mills Brothers
- Bill Haley's Chicks – Bill Haley & His Comets
- Breezin' Along – The Four Lads
- Broadway Playbill – The Hi–Lo's
- Come Dance With Me! – Frank Sinatra
- Como Swings – Perry Como
- Connie's Greatest Hits – Connie Francis
- Cuttin' Capers – Doris Day
- Day By Night – Doris Day
- Dinah, Yes Indeed – Dinah Shore
- Ella Fitzgerald Sings the George and Ira Gershwin Songbook – Ella Fitzgerald
- from the Hungry i – The Kingston Trio
- Get Happy! – Ella Fitzgerald
- Go Bo Diddley – Bo Diddley
- Gogi Grant – If You Want To Get To Heaven, Shout – Gogi Grant
- Gogi Grant – Torch Time – Gogi Grant
- Guy Mitchell's Greatest Hits – Guy Mitchell
- Heavenly Lover – Teresa Brewer
- Hooray for Hollywood (Vol. 2) – Doris Day
- I Hear The Word – Kay Starr
- I'll Be Seeing You – Jo Stafford
- In A Little Spanish Town – Bing Crosby
- Kind of Blue – Miles Davis
- The Kingston Trio At Large – The Kingston Trio
- Le Disque d'Or de Dalida – Dalida
- London by Night – Julie London
- Look To Your Heart – Frank Sinatra
- Love In Portofino (A San Cristina) – Dalida
- Mingus Ah Um – Charles Mingus
- Movin' – Kay Starr
- No One Cares – Frank Sinatra
- ¡Olé Tormé!: Mel Tormé Goes South of the Border with Billy May – Mel Tormé
- On The Trail – Johnnie Ray
- Once Upon a Summertime – Blossom Dearie
- Pat Boone Sings – Pat Boone
- Portrait in Jazz – Bill Evans Trio
- Presenting Dion & The Belmonts – Dion DiMucci & The Belmonts
- Reunion In Rhythm – Frankie Laine and Michel LeGrand
- Ritchie Valens – Ritchie Valens
- San Antonio Rose – The Mills Brothers
- Seasons Greetings From Perry Como – Perry Como
- The Shape of Jazz to Come – Ornette Coleman
- Sincerely Yours – Guy Mitchell
- Ella Fitzgerald Sings Sweet Songs for Swingers – Ella Fitzgerald
- A Sinner Am I – Johnnie Ray
- The Song You Heard When You Fell in Love – Betty Johnson
- Strictly Instrumental – Bill Haley & His Comets
- Swing Along – The Four Lads
- Swing Me an Old Song – Julie London
- Tenderly – Pat Boone
- Teresa Brewer And The Dixieland Band – Teresa Brewer
- Time Out – Dave Brubeck Quartet
- The West Side – Patti Page
- What a Diff'rence a Day Makes! – Dinah Washington
- When Your Love Has Gone – Teresa Brewer
- White Christmas – Pat Boone
- Words And Music – The Ames Brothers
- You Are My Love – Frankie Laine
- Your Number Please – Julie London